# 酒井喜和
酒井喜和（日语：／ Sakai Yoshikazu，1982年7月19日—），日本男子游泳运动员。他曾代表日本参加2000年和2004年夏季残疾人奥林匹克运动会游泳比赛，获得二枚金牌、一枚银牌和三枚铜牌。